# 소백산천문대
소백산천문대는 충청북도 단양군 단양읍 천동리와 경상북도 영주시 풍기읍 수철리 사이에 위치한 천문대이다. 한국천문연구원 산하의 천문학 연구 기관으로서 소백산 연화봉에 설치되어 있다.

## 역사
대한민국 최초의 국립천문대인 소백산천문대는 1972년 5월 국립천문대 설립위원회에서 24인치(61 cm) 볼러 앤 치븐스사의 반사망원경을 연화봉에 건설하기로 결정, 1974년 11월에 24인치 반사망원경을 도입하면서 본격 천문대 역할을 시작했다. 연화봉(1,394m)은 소백산 국립공원을 찾는 등산객이라면 꼭 한번 들러야 하는 코스. 연화봉 아래에 있는 천문대는 모든 사람들에게 개방한다.
소백산 천문대는 한국 현대천문학의 시초이다. 지난 1974년 주경 61cm 반사망원경이 설치된 후 1975년 12월 국내 천문학자들이 처음으로 오리온 대성운을 망원경으로 관측한 것이 소백산천문대의 첫 연구성과다. 국내에서 육안이 아닌 망원경으로 별을 관측하기 시작한 역사와 궤를 같이 하고 있는 것이다. 그때보다 현재 소백산 부근 영주시와 단양군이 발전해 인공 빛이 조금씩은 있지만, 연구에 크게 지장을 줄 수준은 아니다. 1974년도에 설치된 이 반사망원경은 40여년간 소백산에서 국내 천문관측의 기둥 역할을 해왔고 현재도 해마다 약 5~6편의 논문을 낼 정도로 톡톡히 역할을 하고 있다. 이 망원경으로는 별들의 광도곡선을 해석해 온도·질량 등 물리적 인자를 도출하는 것은 물론 '2K CCD 카메라'를 연결해 혜성이나 초신성과 같은 신천체의 측광을 관측하고 영상도 찍을 수 있다. 소백산천문대가 별을 또렷히 관측할 수 있는 기간은 1년에 140일 정도뿐이다. 이 외에는 기상문제로 관측이 쉽지 않다.
2014년 기준으로, 미국 볼러 앤 치븐스사에서 제작한 리치-크레티앙 방식의 24인치(61 cm)  반사망원경을 사용하는 소백산천문대, 프랑스제 1.8 m 반사망원경을 사용하는 보현산천문대가 국내에서 반사망원경을 사용하는 2곳의 국립천문대이다.

## 관련 정보
2004년 8월 11일, 한국표준과학연구원 나노광계측그룹 이윤우 박사 연구팀은 "지난 4년 동안 연구한 결과로 685㎞ 상공에서도 지상의 0.7m 크기 물체를 한 점으로 식별하는 지름 1m짜리 포물면 광학거울을 제작하는 데 성공했다"고 밝혔다. "이번에 가공된 지름 1m짜리 광학거울은 미국, 프랑스, 중국 등 다섯 나라 정도만 만들 수 있는 수준"이라고 말했다. 연구팀은 "자체 개발한 초정밀의 형상오차 측정기술과 연마기술을 활용하면 최대 지름 1.2m짜리도 가공할 수 있다"고 말했다. 지름 1m의 반사경은 200 km 상공에서 지상의 자동차 번호를 식별할 정도의 고해상도를 구현한다. 한국항공우주연구원은 물론 많은 기업들이 한국표준과학연구원(KRISS)를 향해 협력의 손길을 내밀었고, 이윤우 박사는 기술 도입을 위하여 러시아 등 우주개발 선진국의 관련 시설들을 일일이 방문하였다. 그러나 기술 도입은 만만한 작업이 아니었다. 미국식 기술에 익숙한 관련 전문가들의 반대로 러시아 기술 도입은 적지 않은 진통만 겪은 채 무산됐다. 그리고 한국항공우주연구원의 주도로 이스라엘의 기술을 도입하게 된다. 이스라엘의 기술은 프랑스의 기술을 도입한 것이니, 결과적으로 우리나라는 이스라엘을 통해 유럽의 기술을 받아들인 것이다.
2006년 12월 27일, 한국천문연구원은 국내 최초로 직경 600밀리미터짜리 망원경 국산화에 성공했다고 밝혔다. 1974년 소백산천문대가 미국산 24인치 망원경을 수입, 설치한 이후 32년 만에 국산화에 성공했다.
2008년 10월 13일, 한국표준과학연구원의 이윤우 우주광학연구단장은 국내 처음으로 개발한 지름 2m짜리 대형 광학망원경 제작 시스템을 보여주며 "과학의 초정밀 측정과 장인의 세심한 다듬기야말로 고해상도 광학망원경의 비결"이라고 강조했다. 직경 2 m의 반사경을 깎는데는 1년이 걸린다. 표준연은 최근 직경 2m급 연마기와 높이 8m의 측정탑, 광학박막증착기로 구성된 가공시설을 구축해 연구에 매달려 왔다. 표준연은 2m급 비구면 거울은 무게가 약 600kg이상에 달해 정밀가공 과정에서 거울면에 손상이 발생할 가능성이 높은 점을 감안해 대형광학가공동에 관련 시설을 집적함으로써 제작과정에서의 손실우려를 제거했다고 설명했다. 표준연은 앞으로 이 시설을 이용해 연간 4-5개의 1-2m급 망원경을 자체 제작할 방침이다. 직경 2 m의 반사경을 장착한 관측위성은 해상도 10 cm 이하로서, 자동차 번호판을 읽을 수 있다.
2017년, 유럽 초대형 망원경 건설이 시작되었다. 세계 최대의 반사망원경이 될 것이다.
2020년 7월 1일, 에스엘랩이 국내 최초로 직경 1.2 m 반사경을 장착한 천체망원경 개발에 성공했다.
최근까지, 세계 최대 반사망원경은 미국 하와이 마우나케아산 정상 부근에 설치된 켁 망원경이었다. 지름 10 m 반사경을 사용한다. 지름 1.8 m 반사경 36개를 붙여서 지름 10 m 반사경을 만들었다. 그런데, 이것을 스페인 카나리아 대형 망원경이 넘어섰다. 반사경 지름이 10.4 m이다. 건설비로 1억 4700만 달러 (한화 약 1838억 원)이 들었다. 지름 10 m급은 남아프리카 공화국 대형 망원경도 있다.
2027년에 해발 4214m에 이르는 하와이 마우나케아산 정상에 18층 높이의 30m 망원경을 건설할 계획이다. 직경 1.4 m 육각 거울 492장을 모아서 직경 30 m의 주경을 만들 것이다.
대한민국은 거대 마젤란 망원경 건설에 참여중이다. 7억 4000만 달러(약 870억원)를 투입해 미국, 호주와 함께 GMT를 공동개발하고 있다. 반사경 직경이 25.4 m에 이른다.
2021년 기준으로, 한국의 인터넷 쇼핑몰에서는 12인치 300 mm 반사망원경이 200만원 정도에 판매중이다.

## 같이 보기
- 보현산 천문대